# Business as Usual
| Оценки критиков  | Оценки критиков |
| Источник         | Оценка          |
| ---------------- | --------------- |
| Allmusic         | [ 1 ]           |
| Robert Christgau | B+              |
| Rolling Stone    | [ 3 ]           |

Business as Usual — дебютный альбом австралийской группы Men at Work, выпущенный в ноябре 1981 года в Австралии и в апреле 1982 года в США. Австралийский релиз альбома имел черно-белый дизайн обложки; зарубежные релизы имеют аналогичный дизайн, но в желто-чёрной цветовой гамме.
Business as Usual был одним из самых успешных альбомов австралийской группы. Он продержался на первом месте американских чартах в течение 15 недель; с конца 1982 по начало 1983 года, и пять недель на первом месте в чартах Великобритании в начале 1983 года. На вершине австралийских чартах альбом продержался девять недель с декабря 1981 до марта 1982 года. Business as Usual стал одним из самых коммерчески успешных альбомов в начале 1980-х, с 6 миллионами проданных копий в США и 15 миллионов копий, проданных по всему миру. Выпущенный в июне 1981 года, перед выпуском альбома, сингл «Who Can It Be Now?» поднялся на первое место в австралийских чартах в августе того же года.
В октябре 2010 года Business as Usual был занесён в книгу 100 лучших австралийских альбомов.

## Награды

### Премия «Грэмми»
| Год  | Номинируемая работа       | Категория                | Результат |
| ---- | ------------------------- | ------------------------ | --------- |
| 1983 | Men at Work (исполнитель) | Лучший новый исполнитель | Победа    |

### Brit Awards
| Год  | Номинируемая работа       | Категория                        | Результат |
| ---- | ------------------------- | -------------------------------- | --------- |
| 1984 | Men at Work (исполнитель) | Лучший Международный исполнитель | Номинация |

## Список композиций
| №  | Название                    | Автор(ы)           | Длительность |
| -- | --------------------------- | ------------------ | ------------ |
| 1. | «Who Can It Be Now?»        | Колин Хэй          | 3:25         |
| 2. | «I Can See It in Your Eyes» | Хэй                | 3:32         |
| 3. | «Down Under»                | Хэй, Рон Страйкерт | 3:45         |
| 4. | «Underground»               | Хэй                | 3:07         |
| 5. | «Helpless Automaton»        | Грег Хэм           | 3:23         |

| №   | Название                              | Автор(ы)                            | Длительность |
| --- | ------------------------------------- | ----------------------------------- | ------------ |
| 6.  | «People Just Love to Play with Words» | Страйкерт                           | 3:33         |
| 7.  | «Be Good Johnny»                      | Хэй, Хэм                            | 3:39         |
| 8.  | «Touching the Untouchables»           | Хэй, Страйкерт                      | 3:41         |
| 9.  | «Catch a Star»                        | Хэй                                 | 3:31         |
| 10. | «Down by the Sea»                     | Хэй, Страйкерт, Хэм, Джерри Спайсер | 6:53         |

| №   | Название                                               | Автор(ы)     | Длительность |
| --- | ------------------------------------------------------ | ------------ | ------------ |
| 11. | «Crazy» (B-side сингла "Down Under")                   | Страйкерт    | 2:37         |
| 12. | «Underground» (Концертная запись)                      | Хэй          | 3:42         |
| 13. | «Who Can It Be Now?» (Концертная запись)               | Хэй          | 4:06         |
| 14. | «F-19» (B-side Австраллийской версии "Be Good Johnny") | Хэй, Спайсер | 3:52         |

## Участники записи
Men at Work:
- Грег Хэм — флейта, клавишные, саксофон, бэк-вокал, ведущий вокал на 5 треке
- Колин Хэй — гитара, ведущий вокал
- Джонатан Риз — бас-гитара, бэк-вокал
- Джерри Спайсер[англ.] — ударные, бэк-вокал
- Рон Страйкерт — гитара, бэк-вокал, ведущий вокал на 11 треке

Прочий персонал:
- Рассел Деппелер — телефон, калькулятор.
- Натан Ди. Бреннер — менеджер

## Производство
- Продюсер: Питер Маклан
- Инженеры: Джим Барбоур, Питер Маклан, Пол Рэй
- Дизайн обложки: Джон «JD» Диксон

## Позиции в чартах

### Позиции в хит-парадах
| Чарты (1981-83)                        | Позиция |
| -------------------------------------- | ------- |
| Australian Kent Music Report           | 1       |
| Canadian RPM Albums Chart              | 1       |
| Dutch Albums Chart                     | 2       |
| French SNEP Albums Chart               | 16      |
| Italian Albums Chart                   | 5       |
| Japanese Oricon LP Chart               | 3       |
| New Zealand Albums Chart               | 1       |
| Norwegian VG-lista Albums Chart        | 1       |
| Swedish Albums Chart                   | 15      |
| UK Albums Chart                        | 1       |
| U.S. Billboard 200                     | 1       |
| West German Media Control Albums Chart | 15      |

### Чарты по итогам года
| Чарт (1981)             | Позиция |
| ----------------------- | ------- |
| Australian Albums Chart | 93      |
| Чарт (1982)             | Позиция |
| Australian Albums Chart | 1       |
| Canadian Albums Chart   | 1       |
| Чарт (1983)             | Позиция |
| Australian Albums Chart | 12      |
| Canadian Albums Chart   | 8       |
| French Albums Chart     | 75      |
| Italian Albums Chart    | 35      |
| Japanese Albums Chart   | 26      |
| UK Albums Chart         | 13      |
| U.S. Billboard Year-End | 2       |

### Десятилетний чарт
| Чарт (1980-89)          | Позиция |
| ----------------------- | ------- |
| Australian Albums Chart | 9       |

## Сертификации
| Регион | Сертификация  | Продажи    |
| --- | ------------- | ---------- |
| Австралия (ARIA) | 3× Платиновый | 150,000^   |
| Канада (Music Canada) | 5× Платиновый | 500 000^   |
| Гонконг (IFPI Hong Kong)                                                                                                 | Золотой       | 10,000*    |
| Japan (Oricon Charts) | —             | 266,000    |
| Великобритания (BPI) | Платиновый    | 300 000^   |
| США (RIAA) | 6× Платиновый | 6 000 000^ |
| * Данные о продажах приведены только на основе сертификации. ^ Данные о тиражах приведены только на основе сертификации. |               |            |